# Пацики
«Пацики» — роман українського письменника Анатолія Дністрового, який вийшов 2005 року в київському видавництві «Факт». Друге видання побачило світ 2011 року у видавництві «Піраміда» (серія «Приватна Колекція» — видавничий проект Василя Ґабора). Третє видання вийшло 2020 року у серії "Альтернатива" "Видавництва Жупанського".
Пацики — центральний роман контркультурної молодіжної трилогії про Тернопіль, до якої входить також романи «Місто уповільненої дії» (2003) та «Тибет на восьмому поверсі» (2005). Роман «Пацики» увійшов у десятку найкращих за версією інтернет-опитування Книги року Бі-Бі-Сі та «Книга року» у 2005-му. Головна тема роману — молодіжні банди Тернополя в останні роки радянської імперії. Його дія відбувається в депресивних спальних районах останніх років СРСР, в середовищі проблемних тінейджерів із неблагополучних сімей.

## З анотації видавництва
|  | Жива жаргонна мова, добре знання петеушного матеріалу та ретельний аналіз «важких» підлітків витворюють художнє, ретроспективно точне свідчення часу, що минув 15 років тому. |

## «Україна молода» про роман «Пацики»
|  | Жене, Берджес, Селін — улюблені автори Дністрового, адже саме ці письменники роблять скальпелем письма анатомічний зріз на живому тілі сьогоднішнього суспільства. Страшнувата це у своїй брутальній відвертості картина, для когось — екзотична чи навіть епатажна. Але варто вдуматися: деякі люди так і живуть. Романи Анатолія — це агіографія навпаки, і саме тому головне в них — їх моральність. Агіографічні твори розповідають про життя святих і як вони дійшли до святості, а романи Дністрового розповідають про грішників, як ними можна стати і що з цього виходить. І якщо читати про «хороших» сьогоднішній молоді надто нудно, то навчити тому, «що таке добре і що таке погано» можна саме таким письмом (Анастасія Богуславська. "Український Берджес") |

## Дмитро Стус про роман «Пацики»
|  | ...сповідальний роман про долі старшокласників маленьких містечок Західної України, яким судилося входити в життя без жодних перспектив на майбутнє... Як і «капітани піску» Жоржі Амаду, вони вірять, що особливі, як і капітани, більшість з них гине, торуючи дорогу наверх. А тому в 17–18 переважна більшість із них хоче лише одного — втекти (як їхні батьки колись тікали з села), щоб вижити й почати все спочатку... Такі романи не вирок, а пропозиція до роздумів, тексти, які колись скажуть більше правди про нашу добу, ніж усі підшивки газет за останні двадцять років (Дмитро Стус. "Чоловіки сповідаються") |

## Видання
- Дністровий, Анатолій. Пацики: конкретний роман — К.: Факт, 2005. — 392 с. — (Exceptis Excipiendis).
- Дністровий, Анатолій. Пацики: конкретний роман  Друге видання. — Львів: Піраміда, 2011. — 244 с. — (Приватна колекція).
- Дністровий, Анатолій. Пацики. Роман. Третє видання. — К.: Видавництво Жупанського, 2020. — 312 с. — (Альтернатива).